# ヨー・イェボアー
ヨー・イェボアー（英語: Yaw Yeboah、1997年3月28日 - ）は、ガーナのサッカー選手。ガーナ代表。ポジションはFW。

## クラブ歴
2008年にライト・トゥ・ドリーム・アカデミーに入学し2014年に卒業した。卒業後はマンチェスター・シティFCに加入した。
2015年8月14日にリーグ・アンのLOSCリールに期限付き移籍する事が発表された。10月25日にリーグ・アンで出場し選手初出場を記録した。しかし3試合174分の出場のみで、活躍は出来なかった。
2016年7月21日にエールディヴィジのFCトゥウェンテに期限付き移籍する事が発表された。8月27日の試合で選手初得点を記録した。
2017年9月1日にセグンダ・ディビシオンのレアル・オビエドに期限付き移籍する事が発表され、オビエド側には買取オプションがつけられた。
2018年7月18日に、同じくセグンダ・ディビシオンのCDヌマンシアに3年契約で完全移籍した。
2019年7月30日にセグンダ・ディビシオンBのセルタ・デ・ビーゴBに買取オプション付きで期限付き移籍した。
2020年8月11日にエクストラクラサのヴィスワ・クラクフに3年契約で完全移籍した。
2022年1月6日にメジャーリーグサッカーのコロンバス・クルーに3年契約で完全移籍した。
2025年1月24日、ロサンゼルスFCに2年契約で移籍した。

## 代表歴
2015年にU-20代表としてアフリカユース選手権2015で最優秀選手に輝き、2015 FIFA U-20ワールドカップに出場した。
A代表初招集は2016年8月26日、アフリカネイションズカップ2017予選のルワンダ代表戦及びロシア代表との親善試合に臨むメンバーへの招集であった。しかしこの両試合で出場は無かった。代表初出場は2019年6月9日に行われたナミビア代表との親善試合であった。